# جوش فانلاندينغهام
جوش فانلاندينغهام (بالإنجليزية: Josh Vanlandingham)‏ مواليد 22 يناير 1984 في سنوهوميش، هو لاعب كرة سلة أمريكي. بدأ مسيرته الاحترافية في سنة 2010. يلعب في الرابطة الفلبينية لكرة السلة. يبلغ طوله 6 قدم 4 بوصة (1.9 م). من الفرق التي لعب لها ألاسكا أيسز.